# Abas Yadidi
Abas Yadidi (Teherán, Irán, 13 de enero de 1969) es un deportista iraní retirado especialista en lucha libre olímpica donde llegó a ser subcampeón olímpico en Atlanta 1996.

## Carrera deportiva
En los Juegos Olímpicos de 1996 celebrados en Atlanta ganó la medalla de plata en lucha libre olímpica de pesos de hasta 100 kg, tras el luchador estadounidense Kurt Angle (oro) y por delante del alemán Arawat Sabejew (bronce).